# Słupia (moneta)
Słupia – dukat lokalny, którego emisję rozpoczęto w lipcu 2007 przez Urządy Miasta w Słupsku i Ustce w ramach akcji promocyjnej projektu Dwumiasto.
Do tej pory monetę wyemitowano w dwóch seriach:
1. 15 lipca 2007 - 30 września 2007 jako:
- 4 słupie (mosiądz) - 50 000 sztuk, średnica 27 mm, wartość 4 PLN, wymienialne, na rewersie widnieją herby Ustki i Słupska, natomiast na awersie ustecka latarnia morska i słupski ratusz;
- 40 słupii (srebro) - 500 sztuk, średnica 32 mm, wartość 40 PLN, niewymienialne, na rewersie widnieją herby Ustki i Słupska, natomiast na awersie ustecka latarnia morska i słupski ratusz;
- 400 słupii (złoto) - 100 sztuk, średnica 21 mm, wartość 400 PLN, niewymienialne, na rewersie widnieją herby Ustki i Słupska, natomiast na awersie ustecka latarnia morska i słupski ratusz.

2. 6 lipca 2008 - 30 września 2008 jako:
- 4 słupie (mosiądz) - 50 000 sztuk, średnica 27 mm, wartość 4 PLN, wymienialne, na rewersie widnieją herby Ustki i Słupska, natomiast na awersie twarz Stanisława Ignacego Witkiewicza na tle Zamku Książąt Pomorskich oraz usteckiej latarni morskiej;
- 40 słupii (srebro) - 500 sztuk, średnica 27 mm, wartość 50 PLN, niewymienialne, na rewersie widnieją herby Ustki i Słupska, natomiast na awersie twarz Stanisława Ignacego Witkiewicza na tle Zamku Książąt Pomorskich oraz usteckiej latarni morskiej;
- 7 słupii (bimetal) - 15 000 sztuk, średnica 27 mm, wartość 7 PLN, wymienialne, na rewersie widnieją herby Ustki i Słupska, natomiast na awersie ustecka latarnia morska;
- 70 słupii (srebro) - 500 sztuk, średnica 32 mm, wartość 70 PLN, niewymienialne, na rewersie widnieją herby Ustki i Słupska, natomiast na awersie ustecka latarnia morska;
- 700 słupii (złoto) - 100 sztuk, średnica 32 mm, wartość 700 PLN, niewymienialne, na rewersie widnieją herby Ustki i Słupska, natomiast na awersie ustecka latarnia morska.

Producentem dukatów jest Mennica Polska S.A. Emitentem Urzędy Miejskie w Słupsku i Ustce.
Moneta pojawiła się w obrocie po raz pierwszy 15 lipca 2007. Wraz z nią wydane zostały ulotki informacyjne i plakaty z obwieszczeniem o akcji promocyjnej. Listę miejsc honorujących dukaty umieszczono w Punkcie Informacji Turystycznej oraz na stronie internetowej miast, wymienione miejsca oznaczono również naklejkami Tu honorujemy słupie.